# Charles Gore
Charles Gore CR (Wimbledon (Londen), 22 januari 1853 – Kensington (Londen), 17 januari 1932p. xiii) was een bisschop van de Kerk van Engeland behorende tot de anglo-katholieke richting binnen deze kerk. Hij was als theoloog gematigd liberaal en politiek behoorde hij tot het christensocialisme.

## Biografie
Charles Gore was de derde zoon van de Hon. Charles Alexander Gore (1811-1897), de kleinzoon van Arthur Gore, 2nd Earl of Arran (1734-1809). Zijn moeder was Lady Augusta Lavinia Priscilla Ponsonby (1814-1904), dochter van John Ponsonby, 4th Earl of Bessborough (1781-1847).p. xixpp. 4 e.v. Zijn voorouders behoorden goeddeels tot de protestantse Anglo-Ierse aristocratie. Zijn familie stond in de traditie van de Whigs, de aristocratische elite die de politiek van het Verenigd Koninkrijk domineerden.
Ofschoon zijn ouders behoorden tot de laagkerkelijke, evangelische, traditie binnen de Kerk van Engeland, voelde Charles Gore zich vanaf zijn jeugd aangetrokken tot de hoog-kerkelijke, katholieke, stroming.p. xix-xx Hij bezocht Harrow School, een internaat voor de elite in Londen en studeerde vanaf 1871 aan Balliol College, Universiteit van Oxford.Cap. 4 Tijdens zijn studie bekende hij zich tot het christensocialisme. Hij bleef zijn leven lang een toegewijd socialist, zij het dan van hervormingsgezinde snit. In 1875 studeerde hij met first-class honours af in de klassieken (Lit. hum.).p. 69 In hetzelfde jaar werd hij fellow van Trinity College (Oxford) – hij doceerde er van 1876 tot 1880 – en in 1876 volgde zijn diakenwijdingp. 70p. xiii en in 1878 werd hij tot priester gewijd.p. xiii In 1879 werd hij assistent parochievicaris en een jaar later werd hij onderdirecteur van Cuddesdon Theological College.p. xiii
In 1884 werd hij directeur van Pusey House, een seminarie voor anglo-katholieken. Gore behoorde tot een nieuwe generatie anglo-katholieken, een generatie die wetenschappelijk Bijbelonderzoek omarmde en zich daarmee afzette tegen de oudere generatie anglo-katholieken, de Tractarians. Zij die het moderne onderzoek aanvaardden, werden bekend onder de naam Liberal Anglo-Catholics (Liberale Anglo-Katholieken). In 1889 werkte hij (als redacteur en schrijver) mee aan het voor die tijd baanbrekende boek Lux Mundi, dat theologische essays bevatte van anglo-katholieke theologen die gebruik maakten van de nieuwste wetenschappelijke onderzoeksresultaten.p. 106 In hetzelfde jaar waarin Lux Mundi verscheen, publiceerde Gore tevens het boek The Church and the Ministry, waarin hij het historische episcopaat verdedigde tegenover andere kerkvormen (in het bijzonder het presbyterianisme). In 1893 legde hij het directeurschap van Pusey House neer en werd parochiegeestelijke; een jaar later werd hij evenwel kanunnik (Canon) van Westminster Abbey, Londen. In 1901 werd hij bisschop van Worcester, in 1905 van Birmingham en in 1911 van Oxford.p. xiii In 1919 ging hij met emeritaat.
Na zijn emeritaat richtte hij zich op de oecumene en was een groot voorstander van een normalisering in de relaties tussen de Kerk van Engeland en de oosters-orthodoxe kerken en van het verkennen van mogelijkheden tot een betere verstandhouding tussen de Kerk van Engeland en de Rooms-Katholieke Kerk. In 1928 was hij een van de commentatoren van A New Commentary on Holy Scripture, waarvan hij tevens de eindredacteur was. 
Charles Gore overleed op 17 januari 1932 in Kensington (Londen).p. xiii Hij werd gecremeerd in Birmingham Crematorium. Crematie voor Anglicaanse geestelijken was in die tijd ongebruikelijk.

### Theologische opvattingen

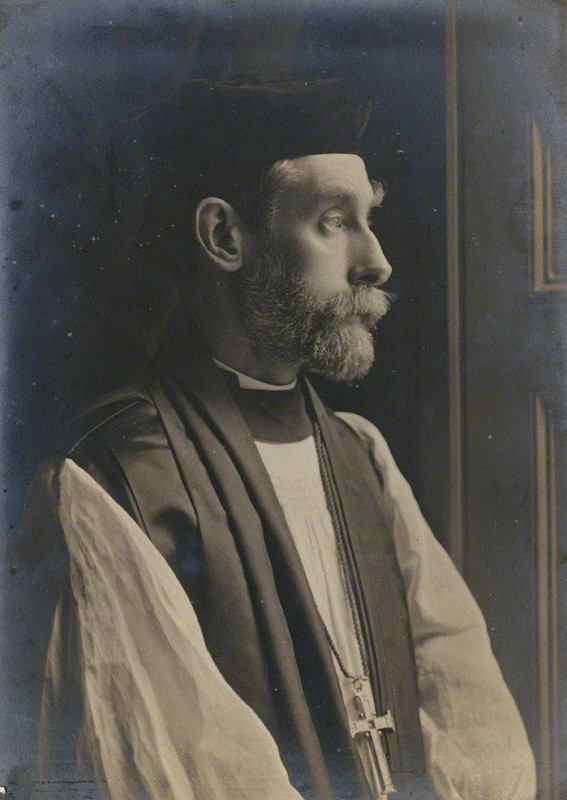
Charles Gore in 1902

De theologische opvattingen van Charles Gore kunnen worden gezien als orthodox, dat wil zeggen dat hij zonder meer de klassieke dogma's van de katholieke (algemene) Kerk onderschreef. Tegelijkertijd moet worden opgemerkt dat hij de latere dogma's en leerstukken, die na het schisma van 1054 niet erkende. Van een onfeilbare Heilige Schrift, sjibbolet van het reformatorisch christendom, wilde hij niet weten, ook niet van een onbevlekte ontvangenis, een betrekkelijk laat geformuleerd dogma van de Rooms-Katholieke Kerk.pp. 84-85, 98 Ook hechtte hij geen waarde aan de leer rond het vagevuur, dat volgens hem geen basis had in de Bijbel.p. 98 De verzoeningsleer mag geen grond hebben in de gedachte van een immer toornende God die tevredengesteld moet worden met een bloedoffer. Belangrijk is voor Gore de gezindheidsverandering die vanwege het offer van Christus plaatsvindt bij de gelovige: men behoort na bekering een actief christelijk leven te leiden, waaruit inzet voor de medemens hoort te volgen. Voor Gore betekende dit zijn keuze voor het christensocialisme. De belangrijkste verdienste van Gore op het gebied van de christelijke leer is zijn verdediging en uiteenzetting van de kenosis. De pre-existente Christus heeft bij zijn komst op de aarde bepaalde aspecten van zijn Godheid achtergelaten; Hij heeft hier van ontdaan (Gr. Kenosis, = ontlediging). Jezus is dus voor Gore voluit mens. Op grond hiervan is het voor Gore makkelijker om teksten in de evangeliën waaruit duidelijk blijkt dat Jezus niet-alwetend, niet-almachtig e.d. is, te verklaren.p. 50.
Dogma's die voor Gore erg belangrijk waren, waren die van de incarnatie, de maagdelijke geboorte en (lichamelijke) opstanding van Jezus.
Als exegeet en theoloog maakte Gore gebruik van de moderne Schriftkritiek. Op het moment dat hij dat deed, was dit binnen orthodoxe kringen nog vrij ongewoon: het werd gezien als een methode om de Bijbel uit te leggen die vooral door liberale theologen werd gebruikt. De groep anglo-katholieken die gebruik maakten van de moderne Schriftkritieke noemden zichzelf Liberal Anglo-Catholics, "liberale anglo-katholieken."

### Community of the Resurrection

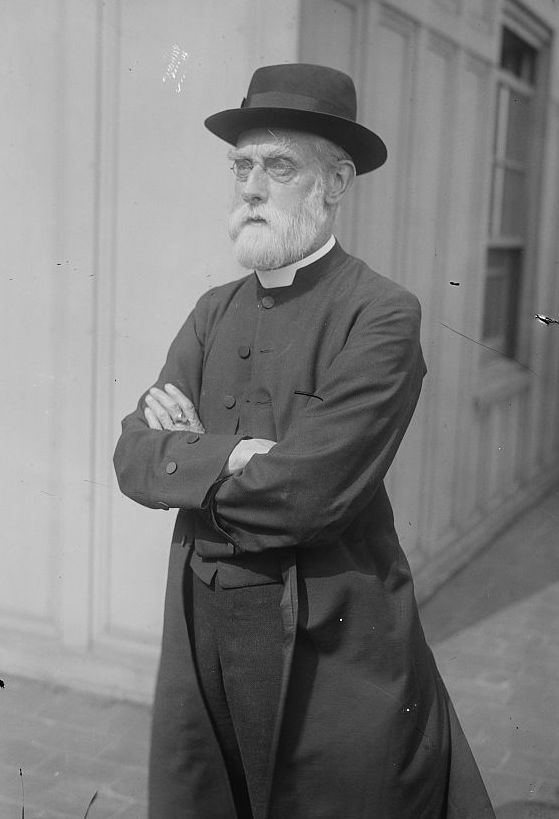
Charles Gore (1853-1932)

In 1887 richtte Gore de Society of the Resurrection op. In 1892 werd de naam gewijzigd in Community of the Resurrection,p. xiii waar een soort hernieuwde vorm van monastiek leven wordt gepraktiseerd. De Community of the Resurrection bestaat nog altijd en is gevestigd in Mirfield, West Yorkshire. Van 1892 tot 1902 was Gore overste van de Community. 

### Politieke opvattingen

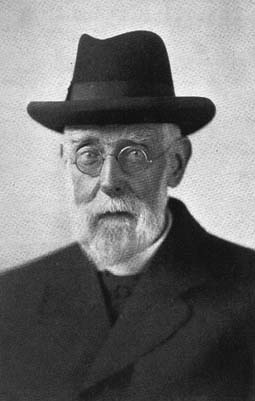

Charles Gore was een christensocialist en in 1889 was hij een van de oprichters van de Christian Social Union, een beweging van anglicaanse geestelijken die vonden dat het sociale leven moest worden geordend overeenkomstig het evangelie.p. xii Voor het grootste deel van zijn leven identificeerde Gore zich met de Liberale Partij, maar in de laatste jaren van zijn leven voelde hij zich meer aangetrokken tot de Labour Movement. Hij beklaagde er zich over dat de Kerk steeds meer de kerk van de goedgesitueerden was geworden, en steeds minder de kerk van en voor de minderbedeelden. Als ethisch socialist zag hij meer in de gezindheidsverandering van de mens dan in wetgeving alleen om de sociale problemen op te lossen. Een ware gezindheidsverandering betekende een leven in dienst van de naaste en de persoonlijke strijd van het individu tegen neigingen van zelfzucht en het streven naar grenzeloze bezitsvermeerdering. Gore geloofde niet in absoluut privébezit: wat iemand met zijn bezit doet moet ten goede komen van de gemeenschap, niet als een vorm van liefdadigheid, maar omdat de gemeenschap daar recht op heeft (To withhold charity is to refuse justice). Hij was een antikapitalist.p. 149

## Trivia
- Zijn oudere broer, Spencer Gore (1850-1906), was een tennis- en cricketspeler. In 1877 was hij de eerste winnaar van het tennistoernooi van Wimbledon.

## Werken
- Lux Mundi (red.) (1889)
- The Incarnation of the Son of God (The Bampton Lectures 1891)
- Roman Catholic Claims (1892, revised 1920)
- Dissertations on Subjects connected with the Incarnation (1895)
- The Creed of the Christian (1895)
- The Sermon on the Mount (1896, revised 1910)
- Leo the Great (1897)
- Leo the Great (AD 400–461( BTM  format (2014)
- The Epistle to the Ephesians (1898)
- Prayer, and the Lord's Prayer (1898)
- Romans (1899)
- The Church and the Ministry (1899, revised 1919)
- The Body of Christ (1901)
- The New Theology and the Old Religion (1907)
- Orders and Unity (1909)
- The Religion of the Church (1916)
- Dominant Ideas and Corrective Principles (1918)
- The Epistles of St John (1920)
- Christian Moral Principles (1921)
- Belief in God (1921)
- Belief in Christ (1922)
- The Holy Spirit and the Church (1924)
- The Doctrine of the Infallible Book (1924)
- Christ and Society (Halley Stewart Lectures, 1927) (uitgegeven 1928)
- A New Commentary on Holy Scripture (medewerker en redacteur) (1928)
- Dogma in the Early Church a Lecture (1929)
- Jesus of Nazareth (1929)
- The Philosophy of the Good Life (1930)

## Verwijzingen
- Bibliothèque nationale de France: cb124872570 (data)
- Catàleg d'autoritats de noms i títols de Catalunya: 981059746363106706
- CiNii: DA05114164
- Gemeinsame Normdatei: 172101956
- International Standard Name Identifier: 0000 0001 1051 5014
- Library of Congress Control Number: n88623483
- Bibliotheek van het Japanse parlement: 00513518
- Nationale Bibliotheek van Tsjechië: mub20201072710
- Nationale bibliotheek van Australië: 35721170
- Nationale Bibliotheek van Israël: 987007261939605171
- Nederlandse Thesaurus van Auteursnamen: 072375442
- Réseau des bibliothèques de Suisse occidentale: 02-A023065973
- Istituto Centrale per il Catalogo Unico: SBLV294283
- SNAC: w62v3614
- Système universitaire de documentation: 034080104
- Trove: 1057761
- Virtual International Authority File: 32100151
- WorldCat: E39PBJkHtthQ6PBrDyFXDdVBfq